# 辽宁农村商业银行
辽宁农村商业银行是中華人民共和國辽宁省最主要的农商行,成立于2023年9月18日,由辽宁省人民政府牵头，以沈阳农村商业银行为基础，兼并省内除大连，凤城，东港以外的农信联社，农村商业银行而新设创立。

## 历史
2022年11月26日 作为全省农信改制的关键，辽宁省组建辽宁省农村商业银行筹建工作小组。
2023年4月19日，辽宁省发行省级债券，募集资金用于辽宁农商行的资本金。
2023年8月，国家金融监管总局同意，沈阳农村商业银行与北票市农村信用合作联社等辽宁省内30家未改制县级农村信用合作联社以新设合并方式组建农村商业银行，机构名称规范为“辽宁农村商业银行股份有限公司”。
2023年9月27日，辽宁农商银行正式成立，首批被并入的农信机构也换牌开业。
2024年6月20日，国家金融监管总局同意辽宁农村商业银行吸收合并辽宁省内除大连，凤城，东港外其余地市内36家农村中小农信机构（包括25家农商银行及其发起的11家村镇银行）。